# Competizioni motociclistiche della Scuderia Ferrari
Nel 1932, 1933 e 1934 la Scuderia Ferrari è stata impegnata anche in competizioni motociclistiche con moto di marca Rudge e Norton conquistando 3 titoli nazionali e 44 vittorie. In tali anni la scuderia di Modena (negli anni '30 la Scuderia Ferrari aveva base a Modena e non a Maranello dove invece ha attualmente sede) era allestita dalla S.A. Scuderia Ferrari.
Di seguito sono riportate tutte le competizioni motociclistiche a cui ha preso parte la Scuderia Ferrari, i piloti con cui ha corso e i risultati ottenuti:
| Data              | Gara                                                  | Pilota                                                              | Moto                   | Categoria       | Classifica                                                    |
| ----------------- | ----------------------------------------------------- | ------------------------------------------------------------------- | ---------------------- | --------------- | ------------------------------------------------------------- |
| 28 marzo 1932     | Gran Premio Primavera (a Modena)                      | Guglielmo Sandri                                                    | Rudge                  | 350             | 1º assoluto                                                   |
| 14 aprile 1932    | Gran Premio d'Europa (a Roma)                         | Piero Taruffi Guglielmo Sandri Giordano Aldrighetti Carlo Baschieri | Norton Rudge Benelli   | 500 350 250 175 | 1º assoluto 2° di categoria 4° di categoria 1° di categoria   |
| 21 aprile 1932    | Circuito Pietro Bordino                               | Mario Ghersi Guglielmo Sandri Severi Giordano Aldrighetti           | Rudge                  | ? 350 250       | 1º assoluto 2º assoluto 1° di categoria                       |
| 1º maggio 1932    | Targa Florio                                          | Guglielmo Sandri Giordano Aldrighetti                               | Rudge                  | 350             | 2° di categoria 5° di categoria                               |
| 15 maggio 1932    | Circuito di Bologna                                   | Guglielmo Sandri Giordano Aldrighetti                               | Rudge                  | 350             | 1° di categoria 2° di categoria                               |
| ?                 | Corsa delle Torricelle                                | Guglielmo Sandri                                                    | Rudge                  | 500             | 1° di categoria                                               |
| 26 maggio 1932    | Circuito di Ferrara                                   | Guglielmo Sandri                                                    | Rudge                  | 500             | 1º assoluto                                                   |
| 5 giugno 1932     | Circuito di Lugo                                      | Mario Ghersi Toni Guglielmo Sandri                                  | ? Rudge                | ? 500 ?         | 2º assoluto 5° di categoria ?                                 |
| 12 giugno 1932    | Raid Nord - Sud                                       | Giordano Aldrighetti                                                | Rudge                  | 250             | 1° di categoria                                               |
| 29 giugno 1932    | Circuito di Faenza                                    | Giordano Aldrighetti Mario Ghersi                                   | Rudge ?                | 250 350 ?       | 1° di categoria ?                                             |
| 3 luglio 1932     | Circuito di Pontedera                                 | Mario Ghersi Giordano Aldrighetti Rebuglio                          | Norton Rudge           | ? 350 250       | 1º assoluto 1° di categoria                                   |
| 10 luglio 1932    | Circuito di Arona                                     | Fieschi                                                             | ?                      | 250             | 4° di categoria                                               |
| 24 luglio 1932    | Gran Premio del R.M.C.I. - Coppa del Mare (a Livorno) | Piero Taruffi Susini Giordano Aldrighetti Fieschi Carlo Baschieri   | Norton Rudge ? Benelli | 500 350 250 175 | 1º assoluto 3° di categoria 1° di categoria 4° di categoria ? |
| 31 luglio 1932    | Circuito Tre Monti (Imola)                            | Giordano Aldrighetti Guglielmo Sandri Mario Ghersi                  | Rudge ?                | 250 ?           | 1º assoluto 2° di categoria ?                                 |
| 7 agosto 1932     | Circuito di Pesaro                                    | Piero Taruffi Susini Fieschi Giordano Aldrighetti                   | Norton ? Rudge         | 500 350 250     | 1º assoluto 3° di categoria 2° di categoria ritirato          |
| 21 agosto 1932    | Circuito di Redipuglia                                | Susini                                                              | ?                      | 350             | 4° di categoria                                               |
| 11 settembre 1932 | Circuito di Torino                                    | Guglielmo Sandri Mario Ghersi Susini Fieschi                        | Rudge ? Rudge          | ? 350 250       | 1º assoluto 1° di categoria 3° di categoria 1° di categoria   |
| 7 maggio 1933     | Circuito Pietro Bordino                               | Giordano Aldrighetti Pigorini Giordano Aldrighetti Fagnani          | Rudge                  | 500 350 250     | 1° di categoria 2° di categoria ?                             |
| 14 maggio 1933    | Circuito di Carate Brianza                            | Giordano Aldrighetti                                                | Rudge                  | 500             | 1º assoluto                                                   |
| 4 giugno 1933     | Circuito di Modena                                    | Pigorini Fagnani Giordano Aldrighetti Piero Taruffi                 | Rudge Norton           | 500 ?           | 1º assoluto ?                                                 |
| 11 giugno 1933    | Circuito di Stradella                                 | Giordano Aldrighetti Fagnani                                        | Rudge ?                | ?               | 1º assoluto ?                                                 |
| 16 giugno 1933    | Circuito di Torino                                    | Giordano Aldrighetti Pigorini Giordano Aldrighetti                  | Rudge                  | 500 ? 250       | 1º assoluto ? 1° di categoria                                 |
| 29 giugno 1933    | Biella - Graglia                                      | Giordano Aldrighetti                                                | Rudge                  | ?               | ritirato                                                      |
| 23 luglio 1933    | Coppa del Mare (a Livorno)                            | Giordano Aldrighetti Pigorini Francesco Lama ?                      | Rudge ?                | 500 ? 250 ?     | 2º assoluto ? 2º assoluto ?                                   |
| 6 agosto 1933     | Circuito di Rimini                                    | Giordano Aldrighetti Fagnani                                        | Rudge ?                | 500 350         | 1° di categoria 3° di categoria                               |
| 13 agosto 1933    | Trofeo Acerbo                                         | Giordano Aldrighetti Francesco Lama                                 | Rudge                  | 500 350         | 1º assoluto 1° di categoria                                   |
| 6 agosto 1933     | Circuito di Rimini                                    | Giordano Aldrighetti                                                | Rudge                  | ?               | 1º assoluto                                                   |
| 8 ottobre 1933    | Circuito di Foggia                                    | Giordano Aldrighetti                                                | Rudge                  | 500             | 1º assoluto                                                   |
| 15 ottobre 1933   | Circuito del Littorio (a Roma)                        | Pigorini Lama                                                       | Rudge MM               | 350 175         | 1° di categoria                                               |
| 12 novembre 1933  | IX prova di campionato (a Roma)                       | Pigorini                                                            | Rudge                  | 500             | 2° di categoria                                               |
| 20 maggio 1934    | Trofeo internazionale di velocità (a Roma)            | Pigorini Giordano Aldrighetti Colabattisti                          | Rudge                  | 350 500 ?       | 1° di categoria 4° di categoria ritirato                      |
| 3 giugno 1934     | Circuito di Parma                                     | Giordano Aldrighetti Colabattisti Pigorini                          | Rudge                  | 500 350         | 1º assoluto 2° di categoria 1° di categoria                   |
| 17 giugno 1934    | Targa Florio                                          | Giordano Aldrighetti Colabattisti Pigorini                          | Rudge                  | 500 350         | 1º assoluto ritirato 1° di categoria                          |
| 24 giugno 1934    | Circuito di Asti                                      | Giordano Aldrighetti                                                | Rudge                  | 500             | 1º assoluto                                                   |
| 1º luglio 1934    | Circuito di Pesaro                                    | Pigorini Giordano Aldrighetti                                       | Rudge                  | 350 500         | 1° di categoria ritirato                                      |
| 15 luglio 1934    | Coppa del Mare (a Livorno)                            | Pigorini Giordano Aldrighetti Colabattisti Nazzaro                  | Rudge                  | 350 500 350     | 1° di categoria ritirato ?                                    |
| 29 luglio 1934    | Circuito del Lario                                    | Pigorini                                                            | Rudge                  | 350             | ritirato                                                      |
| 12 agosto 1934    | Trofeo Acerbo                                         | Colabattisti Giordano Aldrighetti Pigorini Giordano Aldrighetti     | Rudge                  | 500 350 250     | 4° di categoria ritirato 1° di categoria ritirato             |
| 19 agosto 1934    | Coppa Adriatico (a Rimini)                            | ?                                                                   | ?                      | ?               | ?                                                             |